# Harry Zech
Harry Zech, född 25 februari 1969, är en liechtensteinsk före detta fotbollsspelare.
Zech spelade 39 landskamper för Liechtensteins landslag. Han gjorde ett mål mot Litauen i kvalet till VM 1998.
Zech utsågs till årets fotbollsspelare i Liechtenstein 1996.
Parallellt med fotbollskarriären arbetade Zech som vinmakare. Han köpte en vingård 1997 och tillverkade sitt första vin året därpå.